# A-nation
a-nation（エイ・ネーション）は、日本の大手レコード会社・エイベックスが毎年夏に開催しているライブイベント。

## 概要
エイベックスが1990年代より行っていた夏のイベントを、2002年から「a-nation」の名称で本格的に発展させたもので、毎年7月から8月下旬にかけて全国各地の野外会場で行われた。2012年から東京と大阪の2都市開催となり、2016年と2017年には東京のみで開催されている。参加アーティストはエイベックス系列プロダクション所属が大半である。
ステージ構成は、トップクラスのアーティストが出演するメインステージ「サンシャインステージ」、メインステージ開演前の「オープニングアクト」、ステージ転換時の「シューティングアクト」がある。ブレーク前のアーティストが出演するサブ会場（コミュニティーエリア内）での「パワーステージ」も用意されている。

## 歴史
エイベックスによる夏のイベントは巨大ディスコイベントとして始まった。1993年および94年に東京ドームで「avex rave」を開催以後ヴェルファーレなどでダンスイベントを行い、東京ビッグサイトで17時間におよぶ「avex rave 2001」を開催したことで区切りを付けた。
a-nationの原点ともいえるのが、1995年夏に東京ベイサイドスクエアと大阪万博記念公園で開催された野外ライブ「avex dance Matrix '95 TK DANCE CAMP」である。小室哲哉がオーガナイザーを務め、自身プロデュースの歌手やユニットらが集まり、ゲストに坂本龍一を迎えた。
2001年には、全国各地でさまざまな野外ライブが開かれた。「avex MUSIC COMER 2001」（仙台）、「JAM JAM MARINA 2001」（山口）、「Summer Breezeスーパーライブ」（島根）、「RUSH!! '01」（東京）、「サンマリーナサマーイリュージョン2001」（沖縄）、「Girls Girls Girls」（長崎）などである。これらは、出演者がエイベックス系プロダクション所属者に限られた有料イベントであったことから、翌年からのa-nationに近い形のものであった。
2002年に「a-nation」として正式にツアーイベント化する。この年の正式名称は「a+nation avex SUMMER FESTA 2002」であった。翌2003年から「a-nation'xx（西暦）」というタイトルになり現在に至る。なお、2011年は10周年を祝うのと同時に東日本大震災の影響により「エンターテインメントで日本に笑顔と元気を」、“人生への「彩り」を”という願いから「a-nation 10th Anniversary for Life」というタイトルで行われた。
2004年からはエイベックス所属アーティストだけでなく、競合レコード会社に所属するアーティストの客演も行われている。エイベックスの主力アーティストの中でもジャニーズ系のV6などは一度も出演していない。the pillowsは、エイベックス所属時も出演がなかった。逆に、他レーベル所属の常連アーティストもいる（Sonar Pocket）。
2002年はツアー前半において土日連続2都市の公演が組まれていたが、2003年には同一会場での土日連続公演に、2004年からは関東・関西の2会場以外は単日公演となり、日本大都市縦断ツアーイベントとしての「a-nation」は2011年で一区切りとなった。翌2012年からは、8月上旬に東京の国立代々木競技場第一体育館を中心として渋谷で行われる10DAYSタウンイベント“ music week ”（翌年からは国立代々木競技場第一体育館・第二体育館で“ island ”）、下旬に大阪・長居スタジアムと東京・味の素スタジアムで日替わりヘッドライナー（アーティスト）による東阪スタジアムイベント“ stadium fes. ”の、2種類のライブイベント群総称として「a-nation」の名称が用いられる。
現在のロゴは2018年から使われている5代目。
初代ロゴは前年のプロジェクト「songnation」に準じたもので、初回の2002年のみ使用され、翌2003年から2008年までは2代目ロゴ、2009年から2011年まで3代目ロゴ、2012年から2017年まで4代目ロゴが使われた。
2007年までは、エイベックス（現在はエイベックス・グループ・ホールディングス）の株主優待の一環として、応募ハガキによる抽選でのペア無料招待を行っていた。2008年以降は株主の無料招待がなくなり、代わりにチケットの株主優先発売が行われている。

### 協賛企業
初回から2009年まではファミリーマートが特別協賛していた。2004年まではトヨタ自動車も特別協賛していたが2005年以降は降り、代わって森永製菓がウイダーinゼリー名でタイトル協賛している。
2010年にファミリーマートがチケットぴあとの提携を解消したのに伴い、特別協賛はセブン&アイホールディングスに代わった。

### 会場の変遷
2004年まで北海道地区での公演は行われなかった。メインスポンサーであるファミリーマートが、セイコーマートとの関係で北海道で出店できなかったためだが、2005年に初開催。
2007年には初めて四国で開催されたが、その替わりに九州公演がなくなった（2008年は復活）。
近畿地区は、2004年以降は大阪に代わって神戸で行われていたが、2008年以降は大阪に開催地を移動し、2018年には新たに三重でも行われている（台風により中止。2019年も台風により中止で、実際には行ってはいない）。また、東京会場では2003年の葛西臨海公園での公演において近隣住民から苦情が相次いだとされ、2005年以降の東京公演は全て調布市にある東京スタジアム（通称・味の素スタジアム）で行われている。2016年は初めて東京のみでの開催となった。2018年には創業30周年を記念して、規模を拡大して国内4都市のスタジアム及び特設会場で開催された。

## 参加アーティストおよび会場

### 2002年
8月3日：富山県総合運動公園陸上競技場（富山県）
8月4日：安比高原野外特設会場（岩手県）
8月10日：呉港特設野外会場（広島県）
8月11日：ハウステンボス特設野外会場（長崎県）
8月17日：スポーツランドSUGO（宮城県）
8月18日：つま恋多目的広場（静岡県）
8月24日・8月25日：WTCオープンエアスタジアム（大阪府）
8月31日・9月1日：お台場野外特設会場（東京都）

### 2003年
7月19日・7月20日：葛西臨海公園野外特設会場（東京都）
7月26日：安比高原野外特設会場（岩手県）
8月2日・8月3日：海の中道海浜公園野外劇場野外特設会場（福岡県）
8月9日・8月10日：ポートメッセなごや野外特設会場（愛知県）
8月16日・8月17日：南港WTCオープンエアスタジアム（大阪府）
8月23日：広島港出島野外特設会場（広島県）
8月30日・8月31日：お台場野外特設会場（東京都）

### 2004年
7月31日：富山県総合運動公園陸上競技場（富山県）
8月7日：海の中道海浜公園野外劇場（福岡県）
8月14日：ポートメッセなごや野外特設会場（愛知県）
8月21日・8月22日：ポートアイランド2期芝生エリア“メガ神戸”野外特設会場（兵庫県）
8月28日・8月29日：国営昭和記念公園野外特設会場（東京都）

### 2005年
7月30日：大分スポーツ公園ビッグアイ（大分県）
8月6日：真駒内オープンスタジアム（北海道）
8月13日：ポートメッセなごや野外特設会場（愛知県）
8月20日・8月21日：味の素スタジアム（東京都）
8月27日・8月28日：神戸ポートアイランド2期“神戸空港北会場”（兵庫県）

### 2006年
7月29日：国営越後丘陵公園野外特設会場（新潟県）
8月5日：海の中道海浜公園野外劇場（福岡県）
8月12日：ポートメッセなごや野外特設会場（愛知県）
8月19日・8月20日：神戸ポートアイランド2期“神戸空港北会場”（兵庫県）
8月26日・8月27日：味の素スタジアム（東京都）

### 2007年
7月28日：名取スポーツパーク（宮城県）
8月4日：愛媛県総合運動公園陸上競技場（愛媛県）
8月12日：つま恋多目的広場（静岡県）
8月18日・8月19日：神戸ポートアイランド2期　神戸空港北会場（兵庫県）
8月25日・8月26日：味の素スタジアム（東京都）

### 2008年
7月26日：ニンジニアスタジアム（愛媛県）
8月2日：宮崎県総合運動公園陸上競技場（宮崎県）
8月10日：石川県西部緑地公園陸上競技場（石川県）
8月17日：ポートメッセなごや野外特設会場（愛知県）
8月23日・8月24日：みなと堺グリーンひろば（大阪府）
8月30日・8月31日：味の素スタジアム（東京都）

### 2009年
8月1日：熊本県農業公園（カントリーパーク）（熊本県）
8月8日：ニンジニアスタジアム（愛媛県）
8月15日：ポートメッセなごや野外特設会場（愛知県）
8月22日・8月23日：味の素スタジアム（東京都）
8月29日・8月30日：長居スタジアム（大阪府）

### 2010年
8月7日：ニンジニアスタジアム（愛媛県）
8月14日：ポートメッセなごや野外特設会場（愛知県）
8月21日・8月22日：長居スタジアム（大阪府）
8月28日・8月29日：味の素スタジアム（東京都）

### 2011年
7月30日：ニンジニアスタジアム（愛媛県）
8月6日：海の中道海浜公園野外劇場（福岡県）
8月13日：ポートメッセなごや野外特設会場（愛知県）
8月20日・8月21日：長居スタジアム（大阪府）
8月27日・8月28日：味の素スタジアム（東京都）

### 2012年

#### music week
8月3日 - 8月12日（全て東京都）
国立代々木競技場第一体育館（下記ライブ以外）
SHIBUYA-AX（ATO_MATSURI・V-NATION・Asia Progress）
Shibuya WWW（SPECIAL MEETING in Shibuya WWW）
渋谷公会堂（FACTORY LIVE 0812）

#### stadium fes.
8月18日・8月19日：長居スタジアム（大阪府）
8月25日・8月26日：味の素スタジアム（東京都）

### 2013年

#### island
8月3日 - 8月11日：国立代々木競技場第一体育館他

#### stadium fes.
8月24日・8月25日：長居スタジアム（大阪府）
8月31日・9月1日：味の素スタジアム（東京都）

#### a-nation island アニジェネ ～ANISON GENERATION～
8月9日：国立代々木競技場 第一体育館

### 2014年
2014年は日本での開催は東京のみで、初の海外公演が行われた。

#### island
8月14日 - 8月20日　a-nation island powered by inゼリー：国立代々木競技場第一体育館、第二体育館　ほか（東京都）

#### stadium fes.
8月29日 - 8月31日：味の素スタジアム（東京都）

#### a-nation taiwan
9月13日：台北　南港101文創会館（台湾）

#### a-nation singapore
10月18日：MASTERCARD THEATRES AT MARINA（シンガポール）

### 2015年

#### island
7月31日 - 8月6日　a-nation island：国立代々木競技場第一体育館、第二体育館（東京都）

#### stadium fes.
8月22・8月23日　a-nation stadium fes.：ヤンマースタジアム長居（長居陸上競技場）（大阪府）

8月29・8月30日　a-nation stadium fes.：味の素スタジアム（東京都）

### 2016年
a-nationとしては初めて、東京のみで開催される。

#### island
7月29日 - 8月4日　a-nation island：国立代々木競技場第一体育館、第二体育館（東京都）

#### stadium fes.
8月27日・8月28日　a-nation stadium fes.：味の素スタジアム（東京都）

### 2017年
この年は国立代々木競技場が改修工事のためislandが開催休止となる。2018年も同様。
8月26日・8月27日：味の素スタジアム（東京都）

### 2018年
前年に引き続き、国立代々木競技場が改修工事のためislandが開催休止となる。2019年も同様。
この年はレコード会社創立30周年を記念して、6年振りに新ICとデザインを導入。規模を拡大して国内4都市の野外会場で開催された。
7月28日：ナガシマスパーランド芝生広場野外特設ステージ（三重県）　※台風12号接近のため中止
8月4日：ハウステンボス内ロッテルダム特設会場（長崎県）
8月18日・8月19日：ヤンマースタジアム長居（大阪府）
8月25日・8月26日：味の素スタジアム（東京都）

### 2019年
この年はラグビーワールドカップ2019準備ため東京会場は2020年とともに休止が決定。青森・三重・福岡・大阪の4会場で予定していたが、2年連続で三重会場が中止。
7月20日：青森港新中央埠頭 特設会場（青森県）
7月27日：ナガシマスパーランド芝生広場野外特設ステージ（三重県）　※台風6号接近のため中止
8月3日：シーサイドももち海浜公園 地行浜地区 特設会場（福岡県）
8月17・18日：長居陸上競技場（ヤンマースタジアム長居）

### 2020年
2002年から毎年欠かさず18年間連続で開催をしてきたが、新型コロナウイルスの感染拡大を受けて、様々な影響を考慮し協議を重ねた結果として、今回は初めて開催を見送る事となった。
代替開催として、8月29日に同フェス初のオンライン形式での配信ライブ「a-nation online 2020」と題し、実施された。
視聴者が複数のステージからセレクトしてライブを視聴できるほか、オンライン上でのリアルイベントさながらの体験ができる企画として、5つのステージで構成。総勢50組以上に渡るアーティストらが出演した。5つのステージのうち、「Blue Stage」「Green Stage」「Yellow Stage」は有料で、「mu-mo LIVE」、「Beyond LIVE」、「ELTA TV」にて配信。それ以外は無料で、「Purple Stage」は動画配信サービスYouTubeのavex公式チャンネルにて、「White Stage」はライブ配信プラットフォームLINE LIVEにて、それぞれ生配信が行われた。
8月29日：オンラインライブ（都内某所）

### 2021年 - 2023年
2021年
この年も前年の感染拡大の影響を受け、引き続き開催を見送った。
2022年 - 2023年
史上初めて公式HPからのアナウンスが全くなされず（公式HPは2021年の開催見送りのお知らせが引き続き表示）、事実上の開催見送りとなった。なお2023年の当イベントの開催もアナウンスされることはなかった。

### 2024年
a-nation 2024
前年5月より5類へ移行となった事から、2020年のオンライン以来およそ、4年ぶりに開催される事が公式HP内において発表された。2019年以来5年ぶりに、有観客として行われる。
9月1日：味の素スタジアム（東京都）
≪ラインナップ≫
| - Da-iCE - GENERATIONS from EXILE TRIBE - 浜崎あゆみ - 倖⽥來未 - MAZZEL - TRF(シークレット) | - NCT WISH - NiziU - Red Velvet - 東⽅神起 - WEST. |

※サプライズ演出
| - ナインティナイン（WEST.のステージに出演） - Da-iCE（GENERATIONS from EXILE TRIBEのステージに出演） | - 白濱亜嵐（Da-iCEのステージに出演） - 浦田直也（浜崎あゆみのステージに出演） |

≪シューティングアクト≫
| - 美麗-Bi-ray- - 僕が見たかった青空 - B.O.C (SAM & DJ KOO) feat. 呂布カルマ、Ry-lax、DJ CHARI(シークレット) | - Che'Nelle(シェネル) - @onefive |

≪オープニングアクト≫
| - aRB SEED - 夏休みの自由研究をバズらせたい小中学生集団(シークレット) | - SHOW-WA/MATSURI |

### 2025年
a-nation 2025
8月30日 - 31日：味の素スタジアム（東京都）
8月30日
- XG（ヘッドライナー）

| - Ana Mena - YEJI - ZICO - TREASURE | - Novelbright - MAZZEL - 三浦⼤知 |

≪シューティングアクト≫
| - I Don't Like Mondays. | - 美麗-Bi-ray- |

≪オープニングアクト≫
8月31日
- 浜崎あゆみ（ヘッドライナー）

| - 久保田利伸 - NCT WISH - THE RAMPAGE - GENIC - GENERATIONS | - Da-iCE - 超ときめき♡宣伝部 - TRF - NEXZ - Hey! Say! JUMP |

≪シューティングアクト≫
| - SHOW-WA & MATSURI | - HIKKA |

≪オープニングアクト≫

## 関連商品

### DVD
- a-nation '03 avex summer festa
- a-nation '04 BEST HIT SUMMER LIVE!!
- a-nation '05 BEST HIT LIVE
- a-nation '06 BEST HIT LIVE
- a-nation '07 BEST HIT LIVE
- a-nation '08 〜avex ALL CAST SPECIAL LIVE〜
- a-nation '09 BEST HIT LIVE
- a-nation '10 BEST HIT LIVE
- a-nation for Life BEST HIT LIVE
- a-nation2012 stadium fes.

### Blu-ray
- a-nation2012 stadium fes.

### コンピレーションCD
- a+nation Vol.1 〜SUMMER POWER〜
- a+nation Vol.2 〜SUMMER LOVER〜
- a+nation Vol.3 〜REMIXMIX〜
- a-nation '04 BEST HIT SUMMER（以上CCCD仕様）
- a-nation '05 BEST HIT SELECTION
- a-nation '06 BEST HIT SELECTION（DVD付き）
- a-nation '07 BEST HIT SELECTION（DVD付き）
- Summer Freak by a-nation（DVD付き）
- a-nation '09 BEST HIT SELECTION（DVD付き）
- a-nation '10 BEST HIT SELECTION（DVD付き）

### 書籍
- navigated by dream! a-nation 2003 インビテーション パーフェクトDVDマガジン（エンターブレインより発売）※2002年公演のライブダイジェスト映像を中心にdreamがナビゲート。
- a-nation '03 メモリアルパーフェクトDVDマガジン（エンターブレインより発売）
- サンケイスポーツ特別版 a-nation '05 powered by Weider 完全速報